# Ravina I
Ravina I (... – 420) è stato un rabbino e talmudista babilonese, appartenuto alla quinta e alla sesta generazione di amoraim.

## Biografia
Dalle fonti risulta che sarebbe nato orfano del padre ovvero rimasto tale in tenera età, e che la madre dovette informarlo precocemente riguardo alle pratiche alachiche del padre.
Fu il pupillo di Rava bar Joseph bar Hama, in un'età estremamente giovane che risulta dal fatto che il rabbino soprannominò lui e Hama bar Bisa come dardeki ("bambini, neonati"), e che Ravina I cita di frequente le sue risposte.

Ravina I in giovane età era già considerato un maestro e abbandonò la scuola di Mahoza, nella quale viveva Rava. Dovunque risiedette, fu riconosciuto come maestro e giudice, chiamato a prendere decisioni imparziali.
Ebbe relazioni amichevoli con Rav Nachman bar Yitzchak e fu collega di Rav Aha b. Rava, col quale ebbe varie dispute su questioni giuridiche, il primo incline alla clemenza, mentre il secondo era propenso al rigore. Ravina ebbe sempre ragione, eccetto tre casi nei quali si pronunciò con intransigenza, contrariamente alle sue abitudini.
Quando Rav Ashi divenne dell'accademia di Sura o della vicina Mata Mehasya, Ravina I fu suo studente, sebbene fosse già almeno suo coetaneo, se non anche di alcuni anni più vecchio. Fu in realtà un suo "collaboratore" (talmid haver) piuttosto che un suo studente. Rav Ashi e Ravina I iniziarono la redazione del Talmud babilonese, nel quale il nome Ravina è  menzionato come responsabile del lavoro e riconosciuto dagli studiosi come il secondo più importante contributore: le opinioni degli studiosi sono discordi in merito alla sua identificazione con Ravina I oppure con il nipote Ravina II.
Ravina I morì nel 420 d.c., sette anni prima di Rav Ashi.